# Takeda Sōkaku

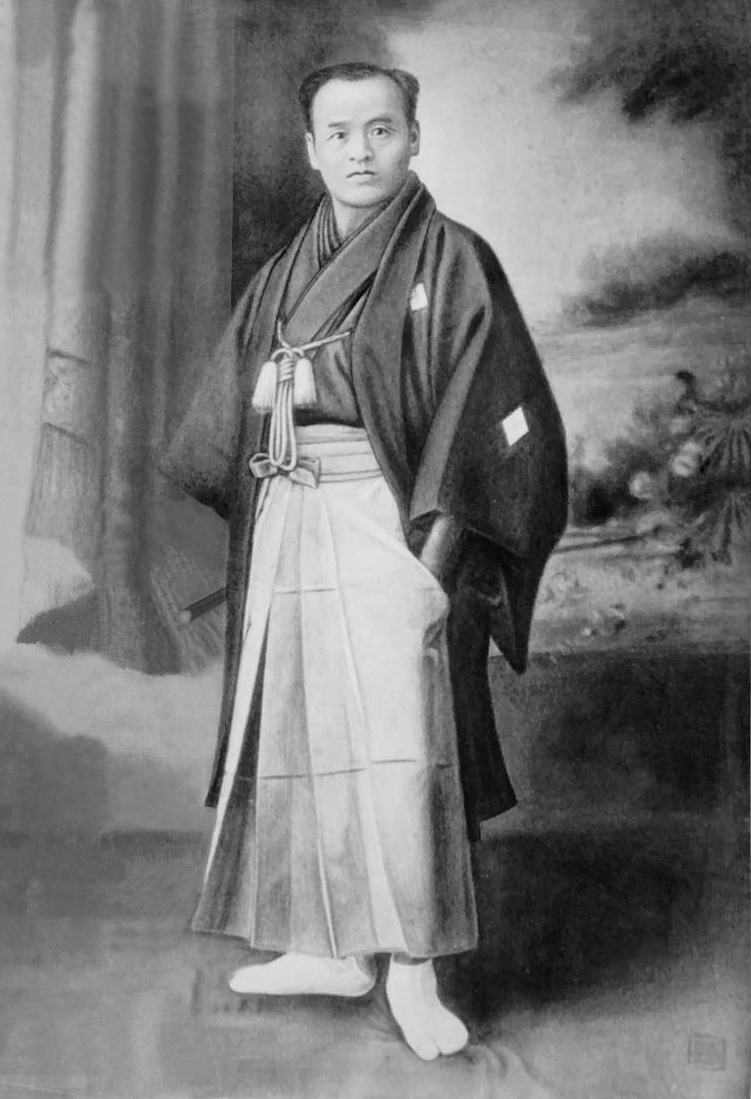
Poză din 1888

Takeda Sōkaku (10 octombrie 1859 – 25 aprilie 1943) a fost fondatorul școlii de jujutsu numită Daitō-ryū Aiki-jūjutsu.